# Sân bay Ajaccio – Napoléon Bonaparte
Sân bay Ajaccio – Napoléon Bonaparte (IATA: AJA, ICAO: LFKJ) là sân bay phục vụ Ajaccio trên đảo Pháp Corse. Sân bay này nằm ở Ajaccio, một thị trấn thuộc tỉnh Corse-du-Sud, 5 km về phía đông của bến cảng.
Campo dell'Oro đã là một đồng bằng phù sa ở cửa sông Gravona trước khi xây sân bay. Một sân bay cỏ đã được xây trước đệ nhị thế chiến.
Năm 1944, Không lực Hoa Kỳ đã chiếm sân bay và đã cho bao phủ bề mặt bằng tấm kim loại phục vụ phi đội P-51

## Các hãng hàng không và các tuyến bay
| Hãng hàng không                      | Các điểm đến                                                                                           |
| ------------------------------------ | --- |
| Air France                           | Paris-Orly                                                                                             |
| Air France cung ứng bởi Brit Air     | Montpellier, Nantes, Quimper                                                                           |
| Air France cung ứng bởi CCM Airlines | Lyons, Marseilles, Nice, Paris-Orly                                                                    |
| Air France cung ứng bởi Régional     | Basel/Mulhouse, Bordeaux, Clermont-Ferrand, Geneva, Lille, Metz/Nancy, Strasbourg, Toulouse [theo mùa] |
| EasyJet                              | Geneva [theo mùa], London-Gatwick [theo mùa], Paris-Charles de Gaulle [theo mùa]                       |
| Europe Airpost                       | Marseille, Paris-Charles de Gaulle [theo mùa/hàng hóa]                                                 |
| Luxair                               | Luxembourg, Metz/Nancy [theo mùa]                                                                      |
| Transavia.com                        | Amsterdam [theo mùa]                                                                                   |